# Séisme de 1933 à Diexi
Le séisme de 1933 à Diexi à eu lieu dans le village de Diexi, situé dans le xian de Mao,alors dans province du Xikang, aujourd'hui dans la préfecture autonome tibétaine et qiang d'Aba, province du Sichuan.

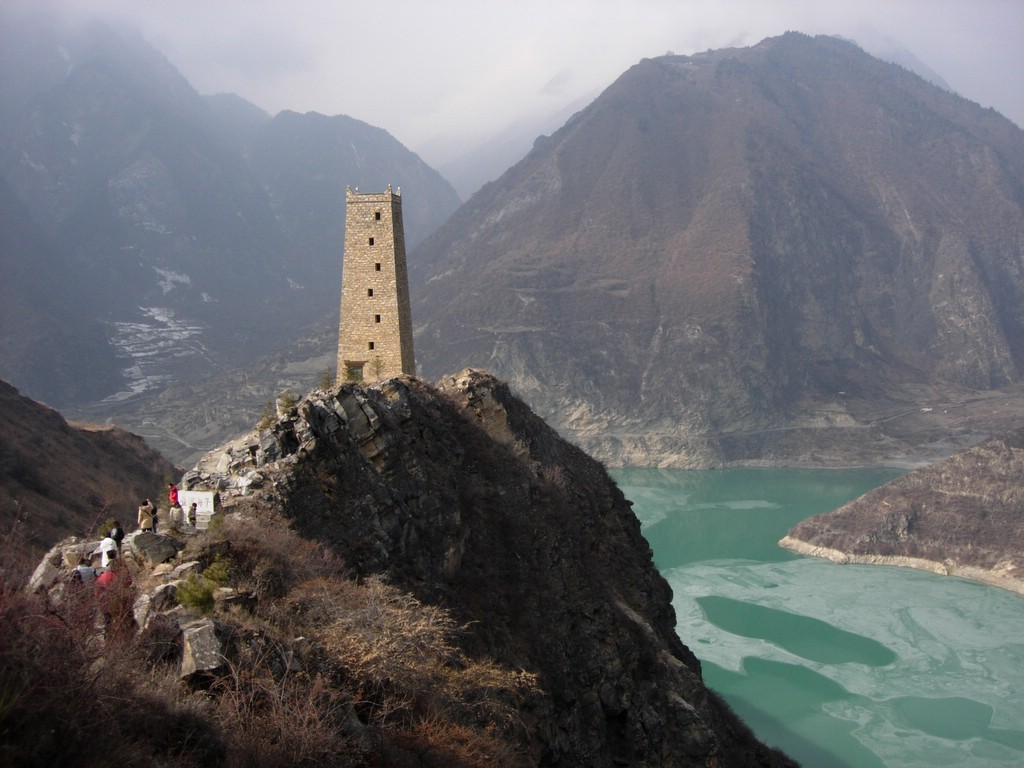
Tour de l'Himalaya telle que construite par les Qiangs à Diexi